# Bijapur (Chhattisgarh)
Bijapur ist eine Kleinstadt im indischen Bundesstaat Chhattisgarh.
Die Siedlung ist Hauptort des Distrikts Bijapur. Bijapur hat den Status eines Nagar Panchayat. Die Stadt ist in 15 Wards gegliedert. Sie hatte am Stichtag der Volkszählung 2011 16.129 Einwohner, von denen 8.786 Männer und 7.343 Frauen waren. Die Alphabetisierungsrate lag 2011 bei 79,8 % und damit über dem nationalen Durchschnitt. Hindus bilden mit einem Anteil von ca. 87 % die Mehrheit der Bevölkerung in der Stadt. Christen bilden mit einem Anteil von ca. 5 % eine Minderheit.